# Rizières de Banaue
Les rizières de Banaue (en tagalog : Hagdan-hagdang Palayan ng Banaue) sont des rizières vieilles de 2 000 ans construites sur les montagnes Ifugao par les ancêtres de l'ethnie Batad, aux Philippines. Elles sont souvent appelées « la huitième merveille du monde ».
On pense que les terrasses furent construites avec peu d'outils, essentiellement à main grâce à un savoir-faire transmis de génération en génération. Elles sont situées à environ 1 500 m au-dessus du niveau de la mer et recouvrent 10 360 km2. Elles sont alimentées en eau par la forêt tropicale poussant plus haut sur les monts.
Les rizières de Banaue font partie des rizières en terrasses des cordillères des Philippines, structures anciennes de 2 000 à 6 000 ans. Elles sont à ce titre inscrites au patrimoine mondial de l'UNESCO.
Les habitants de la région cultivent encore du riz et d'autres plantes sur les terrasses, mais les jeunes générations délaissent de plus en plus l'agriculture, préférant si possible travailler dans le tourisme, puisque les terrasses attirent beaucoup de visiteurs, y compris de l'étranger. Du fait de cet abandon, les « marches » des terrasses subissent une érosion progressive, nécessitant des travaux de reconstruction et entretien constants.

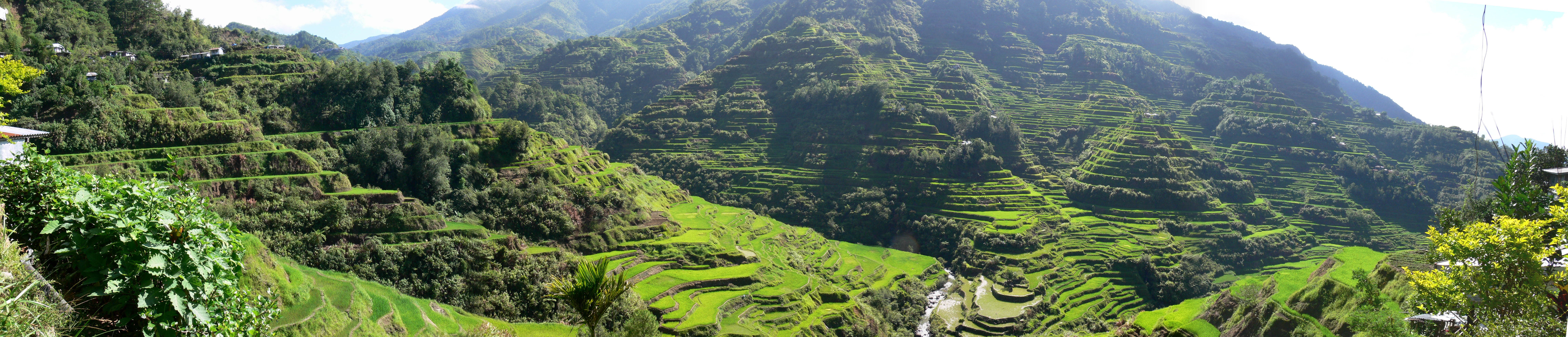
Les rizières en terrasse de Banaue (février 2014).